# در خدمت سرویس مخفی ملکه (فیلم)
در خدمت سرویس مخفی ملکه (به انگلیسی: On Her Majesty's secret service) فیلمی در گونه جاسوسی، محصول سال ۱۹۶۹ میلادی و ششمین قسمت از مجموعه فیلم‌های جیمز باند است که توسط شرکت ایون پروداکشنز ساخته شد‌. این فیلم اقتباسی از رمانی به همین نام — نوشته ایان فلمینگ در سال ۱۹۶۳ — است. فیلم در خدمت سرویس مخفی ملکه اولین تجربه کارگردانی پیتر آر. هانت بود. او پیش از این به‌عنوان تدوین‌گر و کارگردان واحد دوم فیلم‌های جیمز باند فعالیت داشت. در خدمت سرویس مخفی ملکه تنها اثر هانت در مقام کارگردان در فیلم‌های جیمز باند باقی ماند. هانت به همراه آلبرت آر. براکلی و هری سالتزمن تصمیم داشتند فیلمی واقع‌گرایانه‌تر بسازند که به رمان اصلی وفادار باشد.
در این فیلم، جیمز باند با دشمن سرسختش، یعنی بلوفلد (با بازی تلی ساوالاس)، روبه‌رو می‌شود. بلوفلد قصد دارد با تهدید به نابارورسازی تمام محصولات کشاورزی و دام‌ها از طریق گروهی از زنان مغزشویی‌شده به نام «فرشتگان مرگ» دنیا را به گروگان بگیرد. باند در جریان مأموریتش با کنتسا ترزا دی‌وینچنزو (با بازی دایانا ریگ) آشنا و عاشقش می‌شود و در نهایت با او ازدواج می‌کند.
پس از فیلم فقط دو بار زندگی می‌کنید (۱۹۶۷) و با کناره‌گیری شان کانری از بازی در نقش جیمز باند، ایون پروداکشنز بازیگر تازه‌کاری با نام جرج لازنبی را که هیچ تجربه‌ای در حوزه بازیگری نداشت، برای ایفای نقش باند انتخاب کرد. لازنبی در حین فیلم‌برداری اعلام کرده بود که فقط یک‌بار این نقش را بازی خواهد کرد. شان کانری در سال ۱۹۷۱ با فیلم الماس‌ها ابدی‌اند دوباره به نقش جیمز باند بازگشت. فیلم‌برداری از اکتبر ۱۹۶۸ تا مه ۱۹۶۹ در کشورهای سوئیس، انگلستان و پرتغال انجام شد. این فیلم تنها فیلم جیمز باند بود که از دیوار چهارم استفاده می‌کرد. در ابتدای فیلم لازنبی به نوعی به دوران بازیگری شان کانری کنایه زده و می‌گوید: «چنین چیزی هرگز برای همکار دیگرم رخ نداده‌است». تیتراژ فیلم در خدمت سرویس مخفی ملکه با نمایش بخش‌هایی از چند قسمت قبل، ارتباطی بین این فیلم با دیگر فیلم‌های این مجموعه برقرار می‌نماید.
اگرچه فروش سینمایی این فیلم به اندازه قسمت قبل، یعنی فقط دو بار زندگی می‌کنید موفق نبود؛ اما یکی از پرفروش‌ترین فیلم‌های سال شد. نقدهای اولیه نسبت به فیلم متفاوت بودند؛ اما با گذشت زمان، اعتبار آن به‌طور چشمگیری افزایش یافت و اکنون به‌عنوان یکی از بهترین قسمت‌های مجموعه و یکی از وفادارترین اقتباس‌ها از آثار فلمینگ شناخته می‌شود. عنوان فیلم نیز بازی کلامی با عبارت رسمی «در خدمت اعلی‌حضرت» است.

## داستان
جیمز باند زنی را در ساحل از خودکشی با غرق شدن نجات می دهد و بعداً او را دوباره در یک کازینو ملاقات می کند. زن، Contessa Teresa "Tracy" di Vicenzo ، باند را به اتاق هتل خود دعوت می کند تا از او تشکر کند، اما وقتی باند می رسد مورد حمله یک مرد ناشناس قرار می گیرد. پس از تسلیم کردن مرد، باند به اتاق خود بازگشت و تریسی را در آنجا پیدا کرد. او ادعا می کند که از حضور مهاجم بی اطلاع بوده است. صبح روز بعد، باند توسط چند مرد ربوده می شود، از جمله مردی که با او دعوا کرده بود، که او را به ملاقات مارک-آنژ دراکو، رئیس سندیکای جنایی اروپایی Unione Corse می برند .. دراکو فاش می‌کند که تریسی تنها دختر اوست و به باند از گذشته پر دردسر خود می‌گوید و به باند یک میلیون پوند پیشنهاد می‌دهد اگر با او ازدواج کند. باند قبول نمی کند، اما اگر دراکو به او کمک کند تا ارنست استاورو بلوفلد ، رئیس SPECTER را پیدا کند، به ادامه عاشقانه تریسی ادامه می دهد .
پس از بازگشت به لندن ، ام باند را از ماموریت ترور بلوفلد خلاص می کند. باند خشمگین استعفا نامه ای را به مانی پنی دیکته می کند که او آن را به درخواست مرخصی تبدیل می کند. باند به جشن تولد دراکو در پرتغال می رود. در آنجا، باند و تریسی یک عاشقانه طوفانی را آغاز می کنند و دراکو مامور را به یک شرکت حقوقی در برن ، سوئیس هدایت می کند. باند به دفتر وکیل سوئیسی گبرودر گامبولد نفوذ می کند و متوجه می شود که بلوفلد با سر هیلاری بری، نسب شناس کالج اسلحه لندن مکاتبه می کند و تلاش می کند عنوان کنت بالتازار دبلوشامپ را به خود اختصاص دهد.
باند با ظاهر شدن به عنوان بری، به ملاقات بلوفلد می رود، کسی که یک موسسه تحقیقات آلرژی بالینی را در بالای پیز گلوریا در کوه های آلپ سوئیس تأسیس کرده است . باند با 12 زن جوان (بعدها توسط بلوفلد به عنوان "فرشتگان مرگ" او شناخته شد) ملاقات می کند که بیمارانی در کلینیک موسسه هستند و ظاهراً از آلرژی های مختلف درمان شده اند. پس از شام، باند به اتاق یکی از بیماران به نام روبی می رود تا او را اغوا کند. در نیمه‌شب، در حالی که هنوز با روبی است، باند متوجه می‌شود که زنان به حالت هیپنوتیزمی ناشی از خواب می‌روند در حالی که بلوفلد دستورالعمل‌های صوتی سابلیمینال را کاشت می‌کند. در واقع، آنها در حال شستشوی مغزی هستند تا عوامل جنگی باکتریولوژیک را در سراسر جهان توزیع کنند.
باند سعی می کند بلوفلد را فریب دهد تا سوئیس را ترک کند تا MI6 بتواند او را بدون نقض حاکمیت سوئیس دستگیر کند. بلوفلد امتناع می‌کند و باند در نهایت توسط ایرما بونت زن دزدگیر گرفتار می‌شود. بلوفلد فاش می‌کند که باند را پس از تلاش برای فریب دادن او از سوئیس شناسایی کرده است، و به سرسپردگانش می‌گوید که مامور را دور کنند. باند در نهایت با اسکی کردن از پیز گلوریا در حالی که بلوفلد و مردانش تعقیب می کنند، فرار می کند. تریسی باند را در دهکده لاتربرونن پیدا می کند و آنها پس از تعقیب و گریز با ماشین از بانت و مردانش فرار می کنند. یک کولاک آنها را مجبور می کند به انباری دورافتاده بروند، جایی که باند عشق خود را به تریسی ابراز می کند و به او پیشنهاد ازدواج می دهد که او با خوشحالی می پذیرد. صبح روز بعد، در حالی که تعقیب و گریز روی اسکی ادامه دارد، بلوفلد بهمن را به راه می اندازد. تریسی دستگیر می شود، در حالی که باند دفن می شود اما موفق به فرار می شود.
باند در لندن در دفتر ام مطلع می شود که بلوفلد قصد دارد با تهدید به نابودی کشاورزی آن با استفاده از زنان شست و شوی مغزی خود، دنیا را به باج بدهد و خواستار عفو همه جنایات گذشته شود و اینکه او به عنوان کنت دوبلوشمپ فعلی شناخته شود. M به 007 می گوید که باج پرداخت خواهد شد و او را از انجام ماموریت نجات منع می کند. باند درعوض دراکو و نیروهایش را برای حمله به مقر بلوفلد دعوت می کند و در عین حال تریسی را از اسارت بلوفلد نیز نجات می دهد. تأسیسات ویران می شود و بلوفلد به تنهایی در یک سورتمه باب از نابودی می گریزد و باند او را تعقیب می کند. تعقیب و گریز زمانی به پایان می رسد که بلوفلد در دام شاخه های درخت گرفتار می شود.

باند و تریسی در پرتغال ازدواج می‌کنند، سپس با استون مارتین DBS باند می‌روند . وقتی باند به کنار جاده می‌رود تا گل‌ها را از ماشین جدا کند، بلوفلد و بانت به ماشین زوج تیراندازی می‌کنند. باند زنده می ماند، اما تریسی در این حمله کشته می شود.

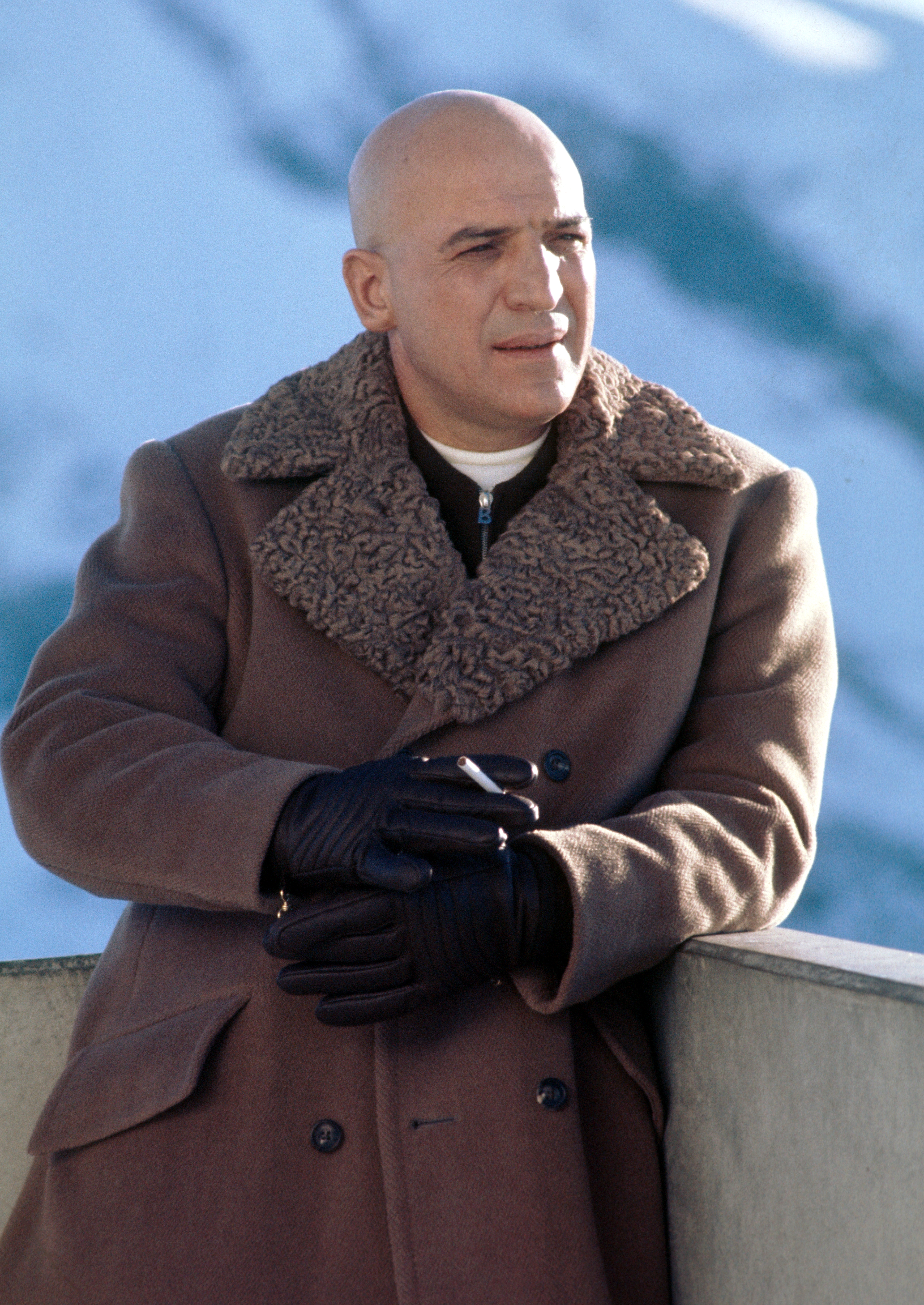
تلی ساوالاس در نقش ارنست استاورو بلوفلد.

## بازیگران
- جورج لازنبی:   جيمز باند، مامور مخفي MI6 و داراي جواز قتل
- تلی ساوالاس:  ارنست استاورو بلوفلد،رهبر گروه specter و دشمن باند
- گابریل فرزتی: دراكو، رئيس اتحاديه كورس يك سنديكاي بزرگ جهاني و پدر ترسا
- دایانا ریگ: ترسا دی ویچنزو، دختر دراكو كه قلب باند را تسخير ميكند
- برنارد لی:  M،رئيس سرويس مخفي بريتانيا
- دزموند لولین: كيو، رئيس بخش فني
- لوئيز مكسول: مانی پني،منشي ام
- برنارد هورسفال:شان كمپبل،همكار 007
- ايلزه اشتپات:ايرما بنت، همكار ارنست استاورو بلوفلد

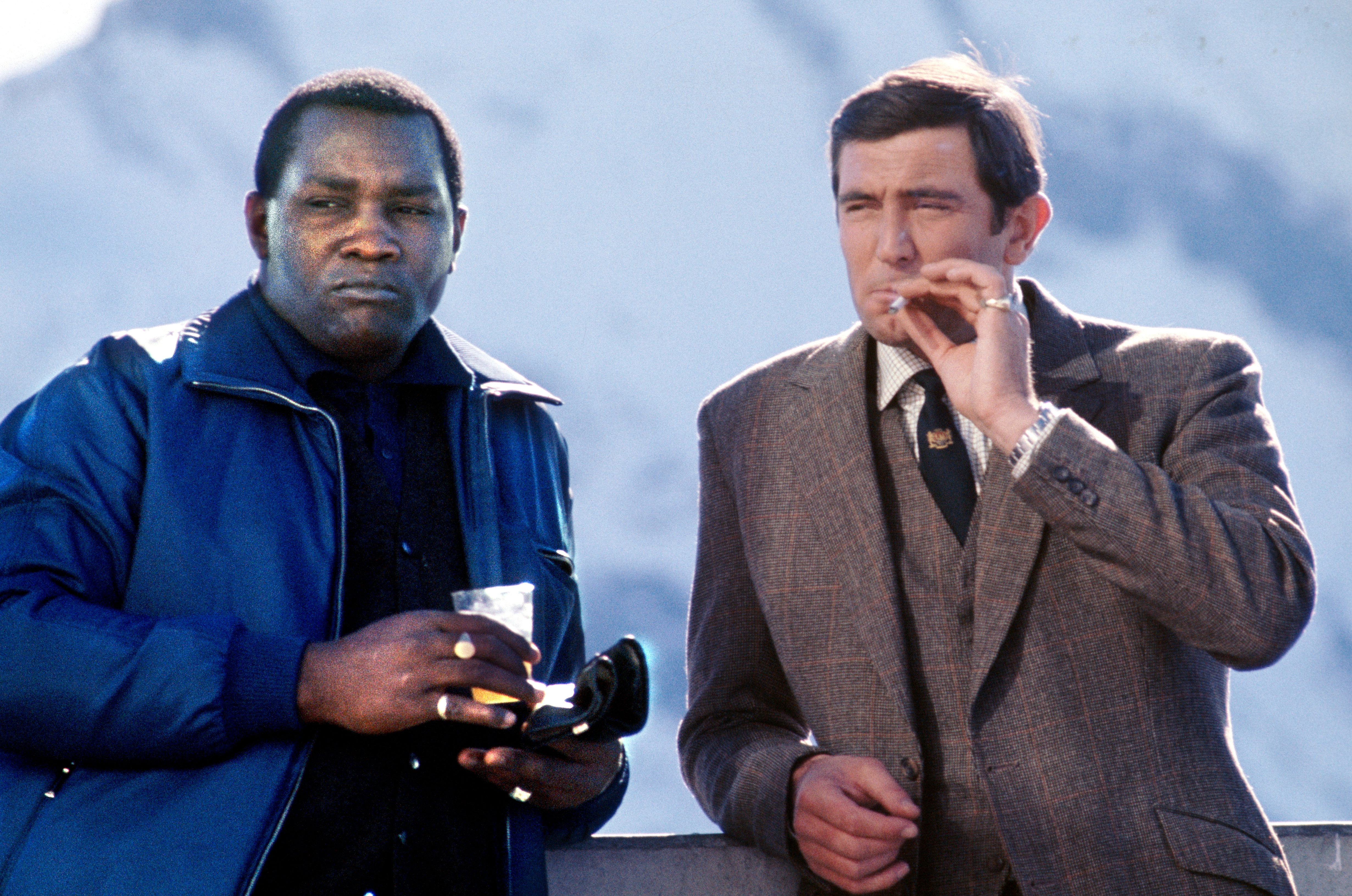
اروین آلن و جرج لازنبی

- ویرجینیا نورث:المپ،معشوقه دراکواروین آلن و جرج لازنبیاروين آلن:چه چه،محافظ تریسی

### فرشتگان مرگ بلوفلد

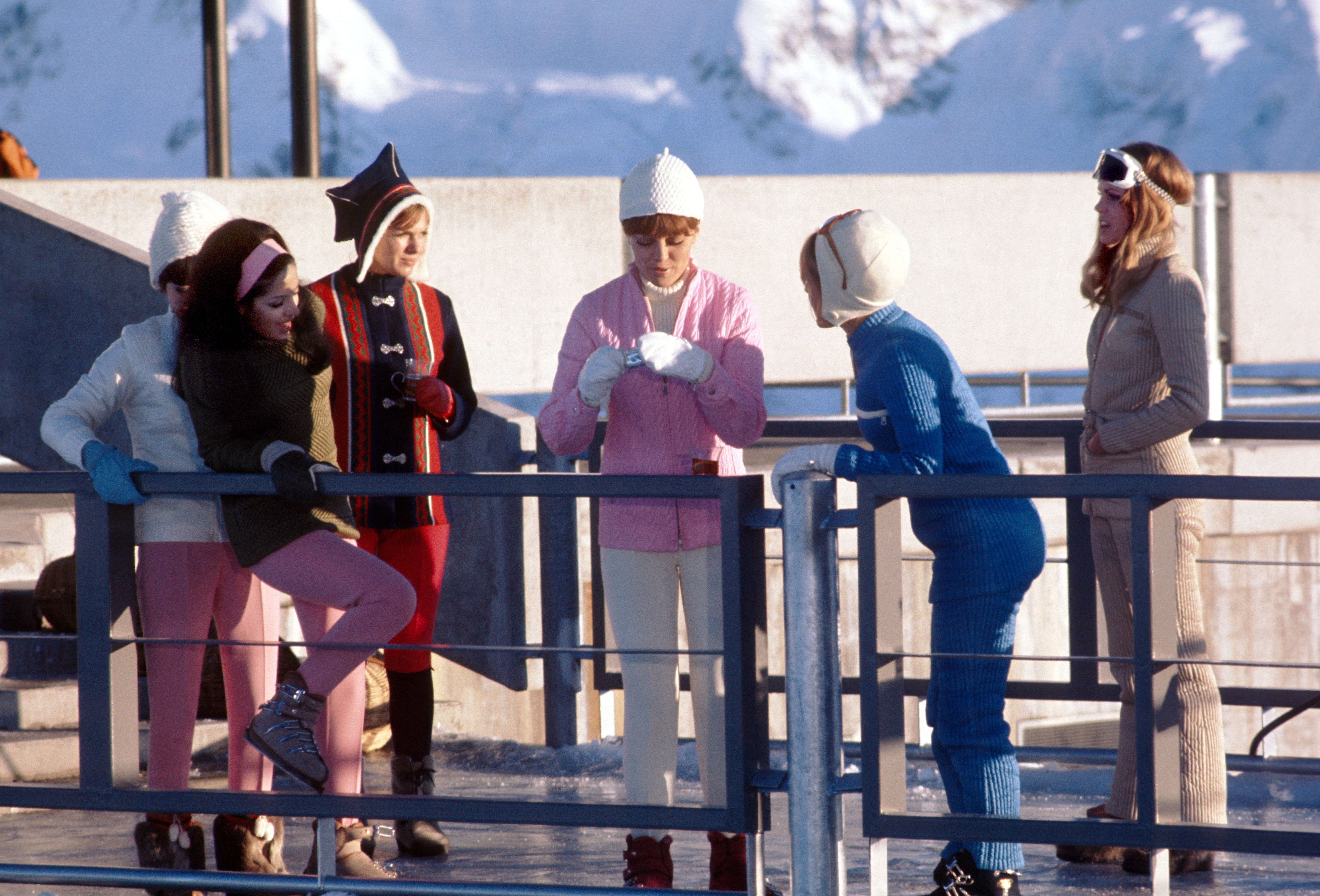

- آنجلا اسكولار:روبي بارتلت،دختر انگلیسی در کلینیک
- آنوسکا همپل:دختر استرالیایی در کلینیک
- کاترینا فون شل:نانسی،دختر مجارستانی در کلینیک
- دنی شریدان:دختر آمریکایی در کلینیک
- هلنا رونی:دختر اسرائیلی در کلینیک
- جنی هانلی:دختر آلمانی در کلینیک
- جوانا لاملی:دختر انگلیسی در کلینیک
- جولی ایج:هلن،دختر اسکاندیناوی در کلینیک
- مونا چانگ:دختر چینی در کلینیک
- سیلوانا هنریکس:دختر جامایکایی در کلینیک
- زارا:دختر هندی در کلینیک